# Peucedramus taeniatus
Az olíva poszáta a verébalakúak (Passeriformes) rendjén belül a Peucedramidae családba és a Peucedramus nembe tartozó egyetlen faj.
Magyar neve forrással nincs megerősítve.

## Rendszerezése
A fajt Du Bus de Gisignies írta le 1847-ben, a Sylvia nembe Sylvia taeniata néven. A nemet Henry Wetherbee Henshaw írta le 1875-ben, a családot pedig Hans Edmund Wolters, 1980-ban. 

## Alfajai
- Peucedramus taeniatus arizonae W. Miller & Griscom, 1925
- Peucedramus taeniatus giraudi Zimmer, 1948
- Peucedramus taeniatus jaliscensis W. Miller & Griscom, 1925
- Peucedramus taeniatus micrus W. Miller & Griscom, 1925
- Peucedramus taeniatus taeniatus (Du Bus de Gisignies, 1847)[2]

## Előfordulása
Az Amerikai Egyesült Államok déli részén, valamint Mexikó, Nicaragua, Salvador, Honduras és Guatemala területén honos. A természetes élőhelye szubtrópusi és trópusi hegyi esőerdők. Állandó, nem vonuló faj.

## Megjelenése
Testhossza 13 centiméter, testtömege 10-12 gramm. Feje narancssárga, fekete szemsávja van. Hasa és háta kékesszürke.

## Életmódja
Ízeltlábúakkal táplálkozik.

## Szaporodása
Fészekalja 3-4 tojásból áll.

## Természetvédelmi helyzete
Az elterjedési rendkívül területe nagy, egyedszáma csökkenő, de még nem éri el a kritikus szintet. A Természetvédelmi Világszövetség Vörös listáján nem fenyegetett fajként szerepel.